# Piliini
Piliini è una tribù di ragni appartenente alla Sottofamiglia Agoriinae della Famiglia Salticidae dell'Ordine Araneae della Classe Arachnida.

## Distribuzione
I due generi oggi noti di questa tribù sono diffusi in Asia, in particolare in Cina, in India, in Giappone, in Corea e in Vietnam; inoltre sono state rinvenute specie in Nuova Guinea e Congo.

## Tassonomia
A maggio 2010, gli aracnologi riconoscono due generi appartenenti a questa tribù:
- Bristowia Reimoser, 1934 — Congo, Asia (2 specie)
- Pilia Simon, 1902 — Asia meridionale, Nuova Guinea (3 specie)